# Konstanty Gutschow
Konstanty Gutschow (1902-1978) va ser un arquitecte alemany. És conegut pel seu projecte –mai realitzat– de transformar la seva ciutat natal d'Hamburg en Führerstadt (ciutat del Führer).
Es va afiliar a la Sturmabteilung (SA) el 1933 i al partit nazi NSDAP el 1937. Suportat personalment per Adolf Hitler va guanyar el concurs d'arquitectura el 1937 per la reconstrucció megalòmana de la riba dreta de l'Elba en destruir els barris històrics des d'Àltona fins a la Ciutat Vella. El 1941 el gauleiter Karl Kaufmann li va donar el títol d'«Arquitecte de la modernització de la ciutat hanseàtica d'Hamburg». El 1943 Albert Speer va nomenar-lo al grup de treball per a la reconstrucció de ciutats destruïdes pels bombardejos (Arbeitsstab für den Wiederaufbau bombenzerstörter Städte), com a cap del grup per a la reconstrucció d'Hamburg. Les destruccions massives van alliberar en ell i els seus col·legues el fantasma d'arquitecte de construir una ciutat nova «ideal», no impedit per habitants, monuments i altres obstacles històrics.
Després de la guerra, l'administració britànica, al marc de la desnazificació li va prohibir acceptar encàrrecs públics. Nogensmenys va continuar treballant com a conseller d'un antic col·laborador seu i va rebre encàrrecs a Hannover i Düsseldorf.